# Diospyros celebica
Espèce
Statut de conservation UICN

 VU A1cd : Vulnérable
Diospyros celebica est une espèce de plantes à fleurs de la famille des Ebenaceae.

## Publication originale
- Gardens' Bulletin, Straits Settlements 7: 166. 1933.